# Tuna Domargården
Tuna Domargården är en tidigare småort i Ekerö kommun. Småorten omfattade själva Domargården i byn Tuna belägen öster om Skå kyrka i Skå socken på Färingsö. 2015 hade folkmängden minskat till under 50 invånare och småorten upplöstes.